# Anna (sång)
Anna är en sång skriven av Annika Norlin, och inspelad av henne på albumet More Modern Short Stories from Hello Saferide från 2008. samt utgiven av henne som singel i augusti 2008. Sångtexten handlar om brustna förhållanden och barn som aldrig skaffats.
Låten blev elfte mest populära melodi på Trackslistan under 2008. Melodin testades även på Svensktoppen den 28 september samma år. men misslyckades med att ta sig in på listan.

## Listplaceringar
| Lista (2008) | Topplacering |
| ------------ | ------------ |
| Sverige      | 43           |

### Fotnoter
1. ↑  ”More modern short stories from Hello Saferide / Hello Saferide”. Svensk mediedatabas. 26 februari 2008. http://smdb.kb.se/catalog/id/002443855. Läst 28 december 2015.
2. ↑  ”SR, P3 2008-09-01”. Svensk mediedatabas. 1 september 2008. http://smdb.kb.se/catalog/id/002382726. Läst 28 december 2015.
3. ↑  Joacim Forsén (2 november 2008). ”Hello Saferide var min räddning”. Aftonbladet. http://www.aftonbladet.se/nojesbladet/musik/article11554494.ab. Läst 28 december 2015.
4. ↑  Sanna Torén Björling (1 mars 2011). ”Och den nominerade är: Annika Norlin”. Dagens nyheter. http://www.dn.se/kultur-noje/kulturdagen/och-den-nominerade-ar-annika-norlin/. Läst 28 december 2015.
5. ↑  ”Tracks hits 2008 - Melodier topp 100”. Sveriges Radio. 14 april 2011. http://sverigesradio.se/sida/artikel.aspx?programid=2696&artikel=4456424. Läst 28 december 2015.
6. ↑  ”Svensktoppen 2008-09-28”. Sveriges Radio. 28 september 2008. http://sverigesradio.se/sida/topplista.aspx?programid=2023&date=2008-09-28. Läst 28 december 2015.
7. ↑  ”Svensktoppen 2008-10-05”. Sveriges Radio. 5 oktober 2008. http://sverigesradio.se/sida/topplista.aspx?programid=2023&date=2008-10-05. Läst 28 december 2015.
8. ↑  ”Anna”. Swedishcharts. 26 februari 2008. http://www.swedishcharts.com/showitem.asp?interpret=Hello+Saferide&titel=Anna&cat=s. Läst 28 december 2015.